# Обсада на Сарагоса (1808)
 Тази статия е за обсадата на Сарагоса през 1808 година.  За обсадата на Сарагоса година по-късно, вижте Втора обсада на Сарагоса.  
Първата обсада на Сарагоса (на испански: Primer Sitio de Zaragoza) е кърваво сражение по време на Полуостровната война. От 15 юни до 13 август 1808 г., френска армия, под командването на генерал Жан Антоан Вердие обсажда и многократно щурмува град Сарагоса, но е отбита от нередовна испанска войска.
Вердие е поставен начело на една от няколкото части френски войски, изпратени от Наполеон, за да възстановят реда в Испания след разпространяването на въстанието от 2 май. През юни 1808 г. генерал-капитан Хосе Реболедо де Палафокс, херцог на Сарагоса, обявява война на французите и оглавява масов бунт на населението в Арагон. Вердие се отправя към Сарагоса, с армия от около 6000 души.

## Обсадата
Испански отряди се опитват да затворят подстъпите към града, но лесно са отхвърлени обратно от дисциплинираните френски войници. Генерал Палафокс с малък отряд лично влиза в схватка с французите край Алагон, но хората му бързо са обърнати в бягство и той се отправя към града, за да оглави отбраната му.
Крепостта на Сарагоса е в окаяно състояние и не изглежда пречка за французите. Вердие подлага града на обстрел и щурм, които обаче са неуспешни и не оказват влияние върху защитниците. Макар че армията на Палафокс е малко повече от 6000 души, омразата на населението към нашественика ги подтиква към масова борба.
В края на юни, френската армия получава подкрепление от 3500 души и няколко нови батареи. Последва месец на кървави сражения, при които французите разрушават големи части от града и овладяват с щурмове други, само за да бъдат отново отблъснати при ожесточените улични боеве. Полският кавалерийски ескадрон на уланите от Висла си проправя път до центъра на града, но след като не получава подкрепа от пехотата, също се оттегля назад.
На 13 август, французите са принудени да вдигнат обсадата и да отстъпят на север, като двумесечните им усилия завършват с поражение.

## Последствия
Съпротивата на Палафокс го превръща в национален герой – слава, която споделя с обикновени цивилни като Агустина де Арагон, участвали в сраженията. На следващата година Сарагоса е подложена на втора обсада. Когато най-накрая пада в ръцете на французите през 1809 г., градът се е превърнал в място на трупове и овъглени руини: в Сарагоса са останали 12 000 души, при предвоенно население от над 100 000 жители.